# Redesign

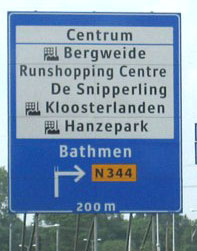
Voorbeeld van een redesign-wegwijzer

Redesign is het herontwerp van de klassieke ANWB-bewegwijzering zoals deze in Nederland tot 2003 aanwezig is geweest. Redesign is ontworpen door de ANWB.

## Verschillen
Redesign verschilt in een aantal punten ten opzichte van de klassieke bewegwijzering. Een aantal van de meest prominente verschillen tussen Redesign en de klassieke bewegwijzering is hieronder uiteengezet.

### Handwijzers
- handwijzers krijgen een vast ontwerp met een bolling aan het uiteinde in plaats van een chevron-punt in de afslaande richting of een pijl voor de doorgaande richting.
- ander lettertype
- een afstandsaanduiding wordt achter bestemming geplaatst in plaats van rechts uitgelijnd
- andere pijlvorm

### Voorwegwijzers, portaalborden en bermborden
- ander lettertype op voorwegwijzers
- andere pijluiteinde
- andere pijlvorm: hoekig in plaats van gebogen met dunne steel
- ontbreken van contourlijnen
- afstandsaanduidingen worden midden-onder in de bies geplaatst
- lokale doelen worden voortaan in één wit vlak gebracht in plaats van één vlak per doel

Eigen aan het lettertype is dat de spatiëring tussen de letters kleiner is. Hierdoor kan meer informatie op een kleinere ruimte worden neergezet. Daar komt bij dat bij Redesign is overgeschakeld op een kleinere letter. Ook meer in het algemeen lijkt bij Redesign alles een slag kleiner te zijn geworden dan bij oude borden het geval was. Gedacht kan worden aan pijlen, wegnummers, enzovoort. Een van de doelen van Redesign lijkt ook te zijn geweest om kleinere borden te kunnen maken. Blauwvlakbesparing was het motto; meer informatie op minder ruimte.
Bij het laatste punt - de bundeling van witte doelen - kan worden opgemerkt dat deze bundeling ook al voorkwam op de laatste generatie wegwijzers van ANWB Bewegwijzering vóór Redesign. In de bewegwijzering conform de huidige richtlijn is echter geen ruimte voor deze bundeling. In Redesign zal de aanduiding "Centrum" overigens altijd door middel van een dunne blauwe streep zijn gescheiden van de overige lokale bestemmingen.